# Ada (Zenica)
Ada je riječni otok na rijeci Bosni. Nalazi se u Zenici, između Odmuta i Bilmišća. Pruža se u pravcu sjever - jug, u smjeru toka rijeke. S istočne strane je ušće Babine rijeke u Bosnu. Preko južnog dijela Ade vodi most. Nedaleko od Ade je turbe.